# Chapelle du couvent des Dominicains de Nancy
La chapelle du couvent des Dominicains  est une chapelle conventuelle de style néo-gothique bâtie à Nancy en 1861.

## Situation
L'église se situe rue Lacordaire dans le quartier Charles III - Centre Ville.

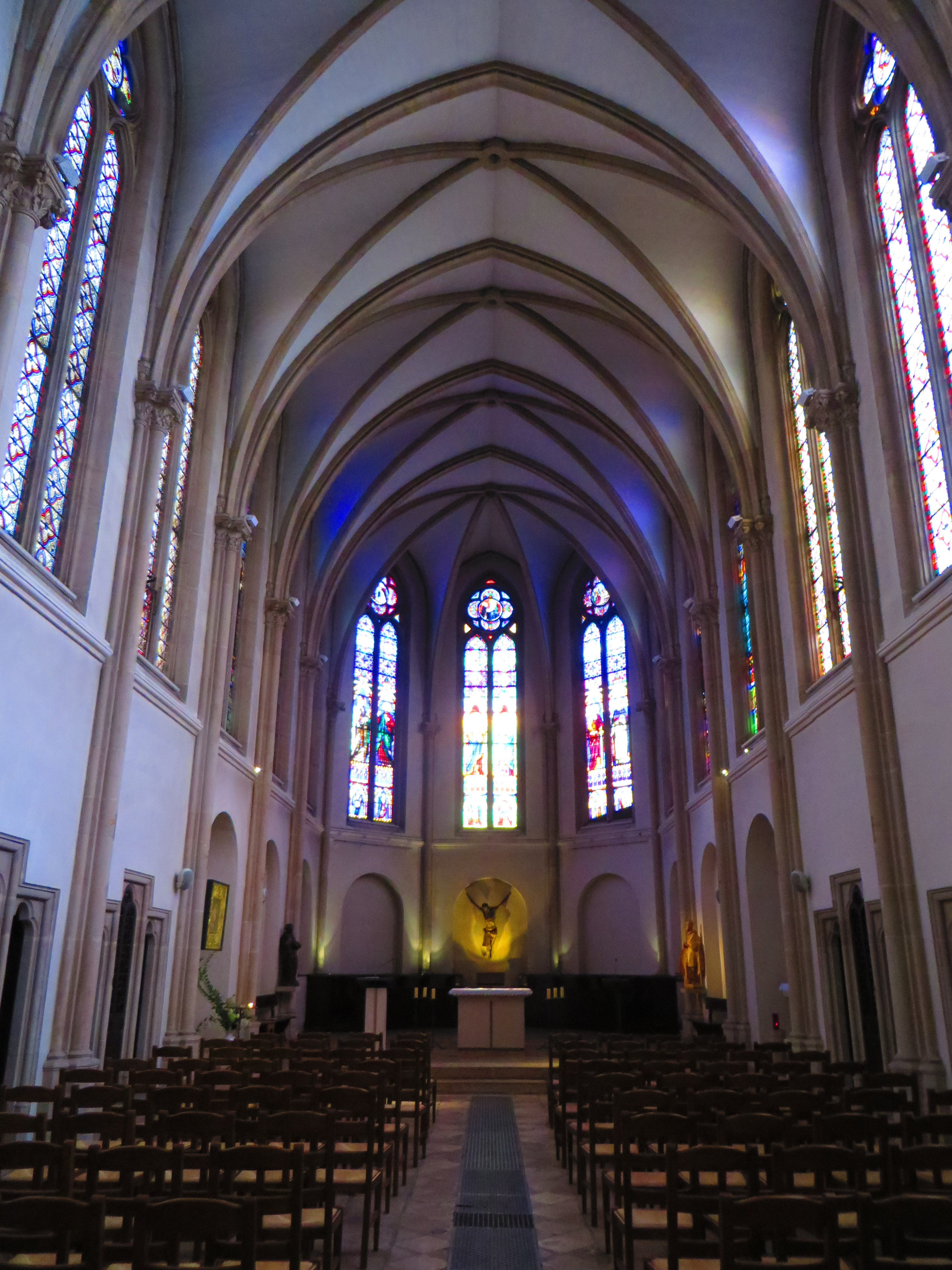
Couvent des Dominicains intérieur de l'édifice.
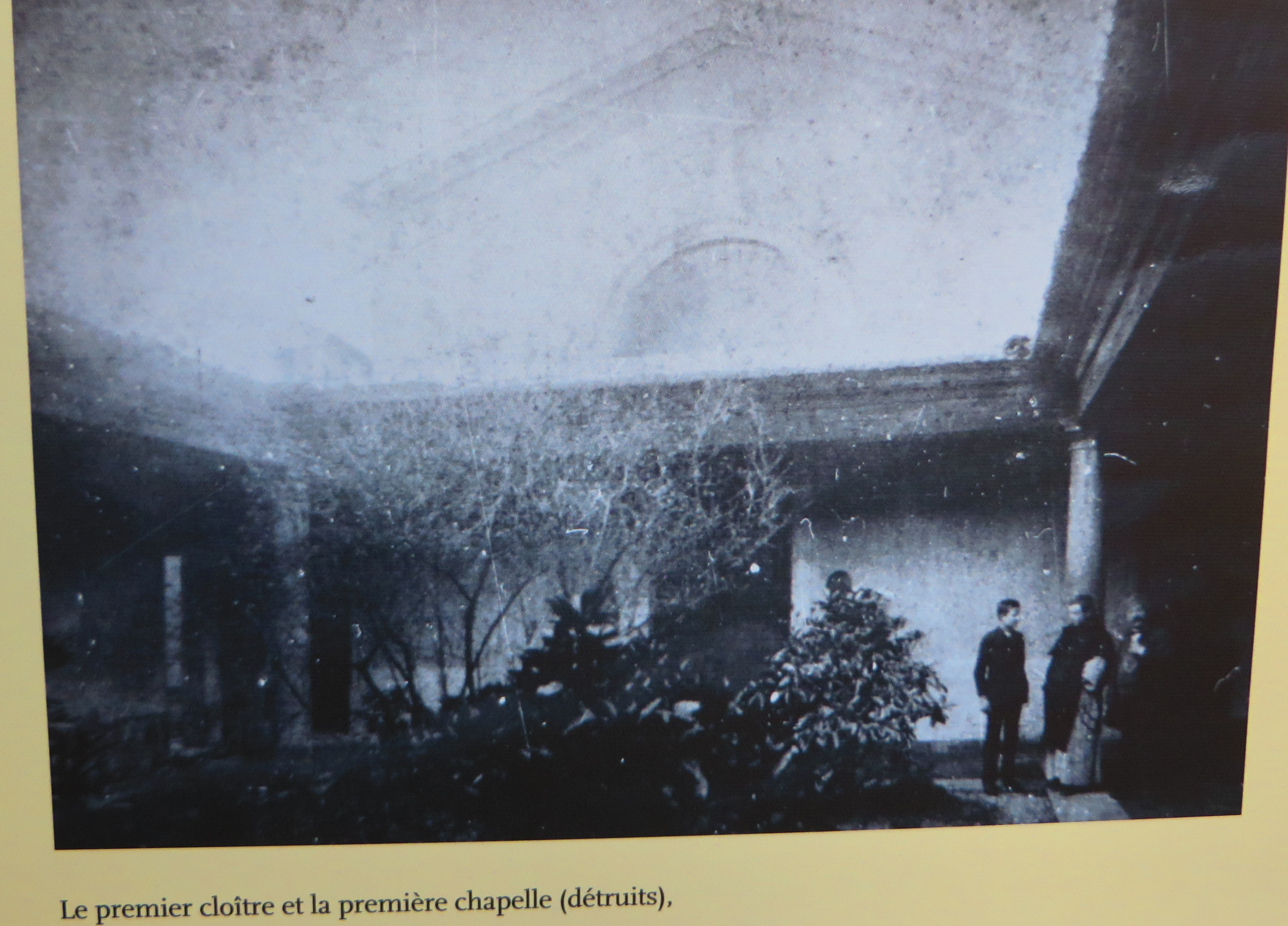
Couvent des Dominicains premier édifice.
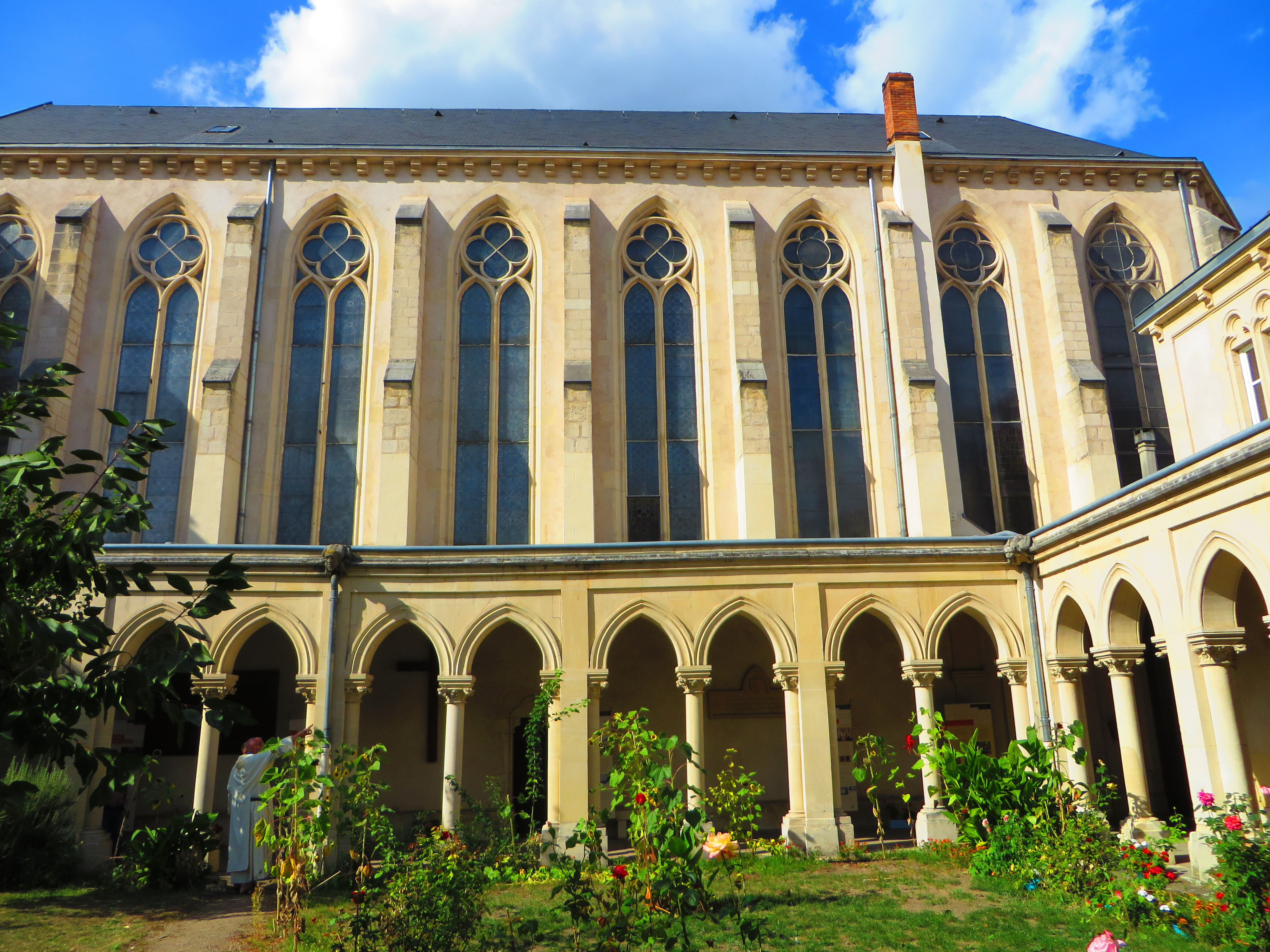
Couvent des Dominicains le cloître.
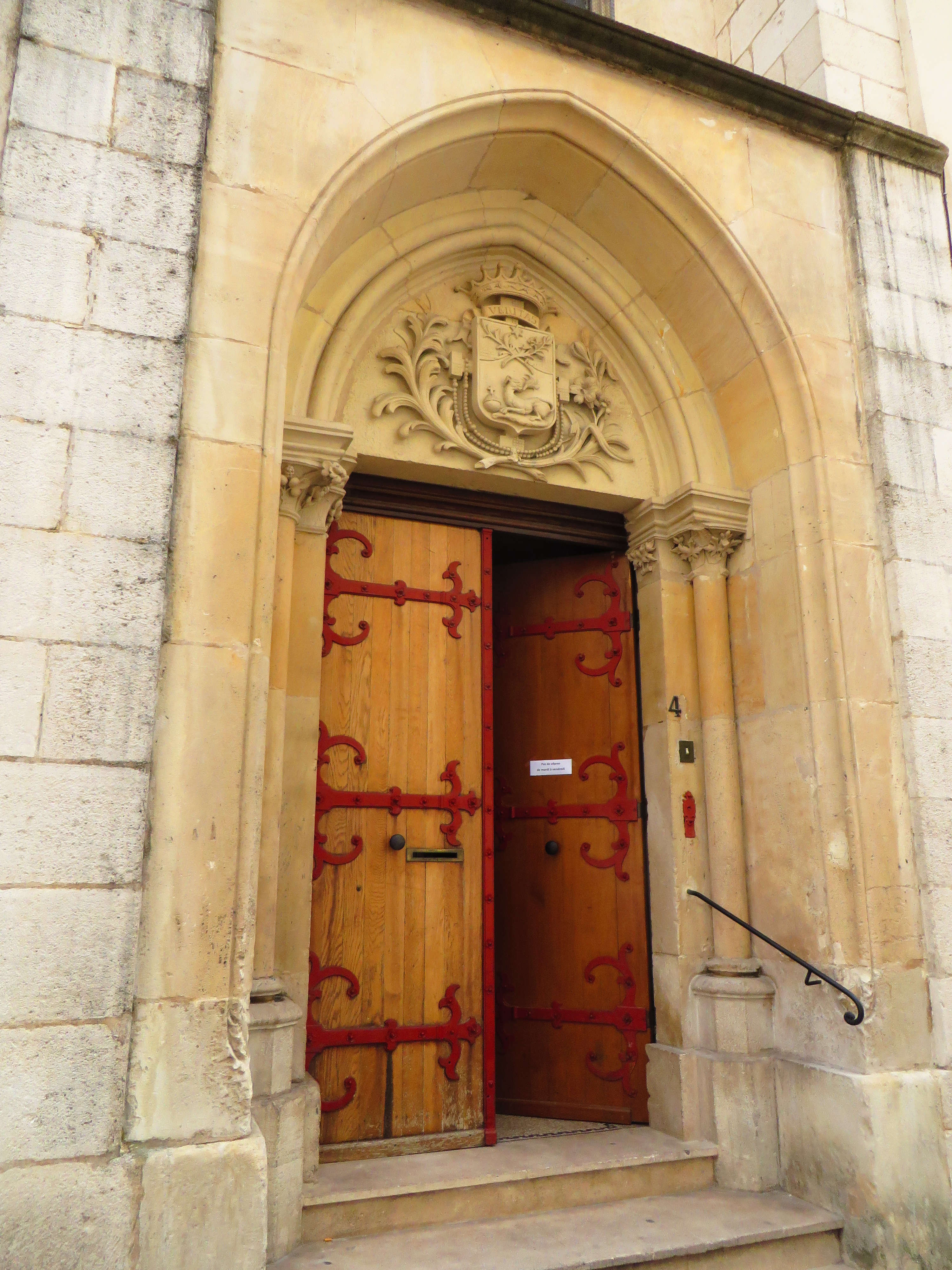
Couvent des Dominicains portail.

## Histoire
C’est à Nancy, en 1843, que le Père Henri-Dominique Lacordaire restaure en France l’Ordre des frères prêcheurs. Les frères installés dans une chapelle provisoire depuis leur arrivée décident, en 1861, avec l’accord du Père Lacordaire de construire une église conventuelle dans le style néo-gothique, dessinée par l'architecte Jean Ferdinand Corrard des Essarts. Depuis ce temps, les frères y chantent les offices et y célèbrent la messe sans interruption sinon celle due aux expulsions. 
L’église conventuelle abrite la copie de Notre Dame de la Quercia (Viterbe) peinte par Jean-Baptiste Besson, artiste peintre, ami de Lacordaire entré dans l’Ordre sous le nom de frère Hyacinthe Besson et qui fut prieur du couvent de Nancy. L’original de ce tableau se trouve à Viterbe, couvent de noviciat du Père Lacordaire. Celui-ci avait fait le vœu de déposer une copie de cette Vierge à l’enfant dans le premier couvent de la restauration. 
Des premières modifications ont été apportés à l’église dans les années 1950 puis de nouvelles après le concile Vatican II. Les bâtiments de l’église ont pu être entretenus. 
L'église du couvent des frères prêcheurs de Nancy fait partie du patrimoine historique de la ville de Nancy et de l'histoire religieuse de France en tant que lieu de la restauration de l'Ordre Dominicain en France.

## Prieurs
- années 1840 : Alexandre Vincent Jandel[2]
- -2023 : Xavier Loppinet[3]
- 2023- : Augustin Pic[3]